# And Your Bird Can Sing
«And Your Bird Can Sing» –en español: «Y tu Pájaro puede cantar»– es una canción de la banda británica The Beatles, lanzada en su álbum de 1966 Revolver en el Reino Unido y Yesterday and Today en los Estados Unidos. Aunque fue escrita principalmente por John Lennon, la canción fue acreditada a Lennon/McCartney. El título original de la canción sería "You Don't Get Me". El doble solo de guitarra de la canción fue posicionado en el número 69 de la "lista de los 100 mejores solos de guitarra", realizada por la revista Guitar World, y es la única entrada de George Harrison
en la lista, aunque no la única de The Beatles.

## Composición
Aunque Lennon nunca reveló la inspiración detrás de la canción, se cree que se refiere a la rivalidad entre The Beatles y The Rolling Stones. Más allá de que los dos grupos eran amigos, Lennon vio a los Stones como imitadores. El término bird (en español: "pájaro") en el inglés británico, suele ser un argot de la palabra girlfriend (en español: "novia"). Una teoría sobre el uso de la palabra bird en la canción, afirma que es un regaño de John Lennon hacia su amigo Mick Jagger, a quien le gustaba lucirse frente a su novia (Marianne Faithfull).
En el libro de Jonathan Gould publicado en 2007, Can't Buy Me Love, se afirma que Lennon escribió la canción en respuesta a un comunicado de prensa para la promoción de un especial de televisión sobre Frank Sinatra, que era como "un espectáculo para aquellos que estaban cansados de cantantes jóvenes con greñas lo suficientemente largas como para ocultar una caja de melones." Sin embargo, ninguna biografía o acotación de Lennon cita algo similar como para justificar la teoría de Gould.
Al igual que en "Rain", "And Your Bird Can Sing" hace alusión a las drogas psicodélicas como el LSD que eran cosumidas entre los miembros de The Beatles en secreto. También es probable que las letras oblicuas sean un intento de escribir algo parecido a los juegos de palabras de Bob Dylan, cuyas canciones Lennon admiraba mucho.
Posteriormente Lennon despreció la canción, diciendo en una entrevista: "Es mía, y es una total porquería". Paul McCartney ha afirmado que él contribuyó a escribir la canción, diciendo al respecto:

"And Your Bird Can Sing" era una canción de John. Sospecho que yo le ayudé con los versos porque las canciones eran casi siempre escritas sin un segundo y tercer verso. Me parece recordar que yo trabajé en la parte media de la canción con él, 80 contra 20 a que fue un trabajo total de John.

Puede interpretarse como alguien dirigiéndose a otra persona deseando que sea feliz, remarcando que todo le va bien, aunque no haya sabido apreciarlo.

## Grabación
Fue grabada el 20 de abril de 1966, en el estudio 2 de Abbey Road. The Beatles grabaron dos tomas de "And Your Bird Can Sing", empezando con el ritmo de la guitarra y la batería. Después, se sobrecopiaron tres pistas vocales de John Lennon, las armonías de Paul y George, la pandereta y el bajo. En esta toma hubo un error, ante el que Paul McCartney y John Lennon se ríen. Esta versión de la canción fue rechazada, pero fue lanzada - con la risa completa de John y Paul - en Anthology 2.
El 26 de abril se grabaron de la toma 3 a la 13, decidiendo que la toma 10 era la mejor para el álbum. Para esto se sobrecopiaron voces e instrumentos adicionales.

## Estructura
"And Your Bird Can Sing" es una canción de rock con una duración de 2 minutos y 2 segundos. La canción está compuesta en compás de 4/4 y en la tonalidad de mi mayor. Inicia con un  intro descendente de guitarra que es tocada por George Harrison y Paul McCartney. La canción va construyéndose gradualmente sobre dos versos y el puente antes de entrar a un primer solo de guitarra, sobre este se construye otro puente que da inicio a otro verso que es seguido por un segundo solo de guitarra que se convierte en el coda de la canción.

## Créditos y personal
De acuerdo a Ian MacDonald, excepto donde se indica:
- John Lennon – voz principal, guitarra rítmica, palmas
- Paul McCartney – armonía vocal, bajo, guitarra líder,[12] palmas
- George Harrison – armonía vocal, guitarra líder, palmas
- Ringo Starr – batería, pandereta, palmas

## Reconocimientos
La información respecto a los reconocimientos de la crítica a «And Your Bird Can Sing» está adaptada de la página web musical AcclaimedMusic.net:
| Publicación      | País           | Lista                                                                | Año  | Posición |
| ---------------- | -------------- | -------------------------------------------------------------------- | ---- | -------- |
| Bruce Pollock    | Estados Unidos | Las 7.500 canciones más importantes de los años 1944-2000            | 2005 | *        |
| Stephen Spignesi | Estados Unidos | Las mejores 100 canciones de The Beatles                             | 2004 | 22       |
| Elvis Costello   | Reino Unido    | Las mejores canciones de los 500 mejores álbumes de la historia      | 2000 | *        |
| John Peel        | Reino Unido    | Peelenium: Las cuatro mejores canciones de cada año del siglo pasado | 1999 | *        |
| Mojo             | Reino Unido    | Las 101 canciones más grandiosas de The Beatles                      | 2006 | 41       |
| Uncut            | Reino Unido    | Las 50 canciones más grandiosas de The Beatles                       | 2001 | 40       |
| Now & Then       | Suecia         | Las 50 mejores canciones de The Beatles                              | 1992 | 22       |